# Jackie Shroff
Jaikishen Kakubhai Jackie Shroff (n. 1 de febrero de 1957) es un actor indio. Ha aparecido en la industria Bollywood por aproximadamente diez años, y ha aparecido en un total de 207 películas.
Jackie Shroff contrajo matrimonio con la también actriz Ayesha Dutt.

## Filmografía
| Año         | Película                              | Papel                                                    |  |
| ----------- | ------------------------------------- | -------------------------------------------------------- |  |
| 1982        | Swami Dada                            |                                                          |  |
| 1983        | Hero                                  | Jackie Dada / Jai Kishan                                 |  |
| 1984        | Andar Baahar                          | Inspector Ravi                                           |  |
| 1984        | Yudh                                  | Inspector Vikram (Vicky)                                 |  |
| 1985        | Teri Meherbaniyan                     | Ram                                                      |  |
| 1985        | Shiva Ka Insaaf                       | Shiva / Bhola                                            |  |
| 1985        | Paisa Yeh Paisa                       | Shyam                                                    |  |
| 1985        | Jaanoo                                | Ravi / Jaanoo                                            |  |
| 1985        | Mera Jawab                            | Suresh / Solanki Patwardhan Lal                          |  |
| 1986        | Palay Khan                            | Palay Khan                                               |  |
| 1986        | Mera Dharam                           | Jai Singh Sehgal                                         |  |
| 1986        | Haathon Ki Lakeeren                   | Lalit Mohan                                              |  |
| 1986        | Dahleez                               | Chandrashekhar                                           |  |
| 1986        | Allah Rakha                           | Allah Rakha / Iqbal Anwar                                |  |
| 1986        | Karma                                 | Baiju Thakur                                             |  |
| 1987        | Mard Ki Zabaan                        | Rajesh / Vijay                                           |  |
| 1987        | Allah Rakha                           |                                                          |  |
| 1987        | Jawab Hum Denge                       | Inspector Jai Kishan                                     |  |
| 1987        | Diljalaa                              | Munna Babu                                               |  |
| 1987        | Sadak Chhap                           | Shankar                                                  |  |
| 1987        | Daku Hasina                           |                                                          |  |
| 1987        | Kaash                                 | Ritesh Anand                                             |  |
| 1987        | Kudrat Ka Kanoon                      | Dr. Vijay Verma                                          |  |
| 1987        | Uttar Dakshin                         | Raja                                                     |  |
| 1988        | Falak                                 | Vijay Verma                                              |  |
| 1988        | Aakhri Adaalat                        | Nitin Sinha/Jai Kishan                                   |  |
| 1989        | Sachche Ka Bol Bala                   | Nandi                                                    |  |
| 1989        | Ram Lakhan                            | Inspector Ram Pratap Singh                               |  |
| 1989        | Parinda                               | Kishan                                                   |  |
| 1989        | Main Tera Dushman                     | Kishan Shri Vastav                                       |  |
| 1989        | Kala Bazaar                           | Kamal                                                    |  |
| 1989        | Hum Bhi Insaan Hain                   | Kishanlal                                                |  |
| 1989        | Tridev                                | Ravi Mathur                                              |  |
| 1989        | Sikka                                 | Jai Kishan 'Jackie'                                      |  |
| 1989        | Vardi                                 | Jai / Munna                                              |  |
| 1990        | Pathar Ke Insan                       | Inspector Karan Rai                                      |  |
| 1990        | Jeene Do                              | Suraj                                                    |  |
| 1990        | Baap Numbri Beta Dus Numbri           | Ravi                                                     |  |
| 1990        | Azaad Desh Ke Gulam                   | Inspector Jai Kishen / Jamliya Jamshed Purwala           |  |
| 1990        | Doodh Ka Karz                         | Suraj                                                    |  |
| 1990        | Upkar Dudhache                        | Suraj                                                    |  |
| 1991        | Hafta Bandh                           | Inspector Bajrang Thiwari                                |  |
| 1991        | Izzat                                 | Siddharth                                                |  |
| 1991        | 100 Days                              | Kumar                                                    |  |
| 1991        | Saudagar                              | Vishal                                                   |  |
| 1991        | Akayla                                | Shekhar                                                  |  |
| 1991        | Lakshmanrekha                         | Vickram / Vicky                                          |  |
| 1992        | Sangeet                               | Sethuram                                                 |  |
| 1992        | Prem Deewane                          | Ashutosh Singh                                           |  |
| 1992        | Laat Saab                             | Ravi Mathur                                              |  |
| 1992        | Dil Hi To Hai                         | Harshvardan / Govardan                                   |  |
| 1992        | Angaar                                | Jai Kishan / Jaggu                                       |  |
| 1992        | Police Officer                        | Inspector Jai Kishan / Ram                               |  |
| 1992        | Sapne Sajan Ke                        |                                                          |  |
| 1993        | King Uncle                            | Ashok Bansal                                             |  |
| 1993        | Antim Nyay                            | Inspector Jai Kishan                                     |  |
| 1993        | Khalnayak                             | Inspector Ram Kumar Sinha                                |  |
| 1993        | Hasti                                 | Jai Kishan                                               |  |
| 1993        | Aaina                                 | Ravi Saxena                                              |  |
| 1993        | Roop Ki Rani Choron Ka Raja           | Ravi Verma                                               |  |
| 1993        | Gardish                               | Shiva Sathe                                              |  |
| 1993        | Shathranj                             | Dinu                                                     |  |
| 1994        | Chauraha                              | Chootu                                                   |  |
| 1994        | 1942: A Love Story                    | Shubshankar                                              |  |
| 1994        | Stuntman                              | Bajrang                                                  |  |
| 1995        | Trimurti                              | Shakti Singh                                             |  |
| 1995        | Milan                                 | Raja                                                     |  |
| 1995        | Dushmani: A Violent Love Story        | Jai Singh                                                |  |
| 1995        | God and Gun                           | Vijay Prakash                                            |  |
| 1995        | Rangeela                              | Raj Kamal                                                |  |
| 1995        | Ram Shastra                           | Inspector Ram Sinha                                      |  |
| 1996        | Talaashi                              | Jai Kishan                                               |  |
| 1996        | Shikaar                               |                                                          |  |
| 1996        | Return of Jewel Thief                 | Johnny / Jatin Kumar                                     |  |
| 1996        | Kalinga                               |                                                          |  |
| 1996        | Chall                                 |                                                          |  |
| 1996        | Bandish                               | Ram Ghulam / Kishan                                      |  |
| 1996        | Agni Sakshi                           | Suraj Kapoor                                             |  |
| 1997        | Vishwavidhaata                        | Ajay Khanna                                              |  |
| 1997        | Share Bazaar                          | Jai                                                      |  |
| 1997        | Shapath                               | Inspector Kishan                                         |  |
| 1997        | Border                                | Wing Commander Anand (Andy) Bajwa.                       |  |
| 1997        | Aar Ya Paar                           | Shekhar Khosla                                           |  |
| 1998        | Tirchhi Topiwale                      | Él mismo                                                 |  |
| 1998        | Hafta Vasuli                          | Yeshwant                                                 |  |
| 1998        | Badmaash                              | Gautam Hiraskar                                          |  |
| 1998        | Jaane Jigar                           | Jai Kishan                                               |  |
| 1998        | 2001: Do Hazaar Ek                    | Insp. Anil Sharma                                        |  |
| 1998        | Ustadon Ke Ustad                      | Kishan                                                   |  |
| 1998        | Yugpurush                             | Ranjan                                                   |  |
| 1998        | Kabhi Na Kabhi                        | Jaggu                                                    |  |
| 1998        | Yamraaj                               | Kishan                                                   |  |
| 1998        | Bandhan                               | Thakur Suraj Pratap                                      |  |
| 1999        | Sirf Tum                              | Pritam, Auto-rickshaw driver                             |  |
| 1999        | Laawaris                              | Advocate Anand Saxena                                    |  |
| 1999        | Kartoos                               | Jay Suryavanshi                                          |  |
| 1999        | Phool Aur Aag                         | Jaswant                                                  |  |
| 1999        | Ganga Ki Kasam                        |                                                          |  |
| 1999        | Hote Hote Pyar Hogaya                 | Arjun, oficial de policía                                |  |
| 1999        | Kohram                                | Maj. Rathod                                              |  |
| 2000        | Gang                                  | Gangu                                                    |  |
| 2000        | Jung                                  | Inspector Veer Chauhan                                   |  |
| 2000        | Refugee                               | Raghuvir Singh                                           |  |
| 2000        | Mission Kashmir                       | Hilal Kohistani                                          |  |
| 2000        | Kahin Pyaar Na Ho Jaaye               | Tiger                                                    |  |
| 2001        | Hadh: Life on the Edge of Death       | Vishwa                                                   |  |
| 2001        | Farz                                  | Gawa Firozi                                              |  |
| 2001        | Censor                                | Naseeruddin Shokh                                        |  |
| 2001        | Grahan                                | Jaggu                                                    |  |
| 2001        | One 2 Ka 4                            | Javed Abbas                                              |  |
| 2001        | Albela                                | Prem                                                     |  |
| 2001        | Yaadein                               | Raj Singh Puri                                           |  |
| 2001        | Bas Itna Sa Khwaab Hai                | Naved Ali                                                |  |
| 2001        | Lajja                                 | Raghu                                                    |  |
| 2002        | Mulaqaat                              | Javed Khan                                               |  |
| 2002        | Pitaah                                | Ramnarayan Bharadwaj, oficial de policía                 |  |
| 2002        | Kya Yehi Pyaar Hai                    | Dr. Kamlakar Tiwari                                      |  |
| 2002        | Devdas                                | Chunni babu                                              |  |
| 2002        | Agni Varsha                           | Paravasu                                                 |  |
| 2003        | Baaz: A Bird in Danger                | Jai Singh Dabral, the Mayor                              |  |
| 2003        | Ek Aur Ek Gyarah                      | Maj. Ram Singh                                           |  |
| 2003        | Boom                                  | Abdul Wahab Barkatali Al Sabunchi 50/50 alias Chotte Mia |  |
| 2003        | 3 Deewarein                           | Jaggu (Jagdish Prasad)                                   |  |
| 2003        | Samay: When Time Strikes              | Amod Parekh                                              |  |
| 2003        | Sandhya                               | Jaggu                                                    |  |
| 2004        | Aan: Men at Work                      | Gautam Walia                                             |  |
| 2004        | Dobara                                | Ranbir Sehgal                                            |  |
| 2004        | Hulchul                               | Balram                                                   |  |
| 2005        | Tum Ho Na!                            | Jai                                                      |  |
| 2005        | Ssukh                                 | Gaurishankar Yadav                                       |  |
| 2005        | Antarmahal                            | Bhubaneswar Chowdhury                                    |  |
| 2005        | Kyon Ki                               | Dr. Sunil                                                |  |
| 2006        | Divorce: Not Between Husband and Wife | Jackie                                                   |  |
| 2006        | Bhoot Unkle                           | Bhoot Unkle                                              |  |
| 2006        | Apna Sapna Money Money                | Carlos                                                   |  |
| 2006        | Bhagam Bhag                           | J.D. Mehra, policía de Londres.                          |  |
| 2006        | Eklavya: The Royal Guard              | Rana Jyotiwardhan                                        |  |
| 2006        | Mera Dil Leke Dekho                   | Mr Chaddha                                               |  |
| 2006        | Maryada Purushottam                   |                                                          |  |
| 2006        | We R Friends                          |                                                          |  |
| 2006        | Vidyarthi                             | Ranveer                                                  |  |
| 2006        | Care of Footpath                      |                                                          |  |
| 2006        | Astram                                | Kadir Wali                                               |  |
| 2007        | Aur Pappu Paas Ho Gaya                | Sudhakar 'Sudhabhai' Chauhan                             |  |
| 2007        | Athisayan                             | Sekharan                                                 |  |
| 2007        | c/o Footpath                          | Chief Minister                                           |  |
| 2007        | Fool and Final                        | Gunmaster G9                                             |  |
| 2008        | Halla Bol                             | Él mismo                                                 |  |
| 2008        | Dhoom Dadakka                         |                                                          |  |
| 2008        | Humsey Hai Jahaan                     | Gary Rosario                                             |  |
| 2008        | Lolita                                |                                                          |  |
| 2008        | Thodi Life Thoda Magic                | MK                                                       |  |
| 2008        | Mukhbiir                              |                                                          |  |
| 2008        | Hari Puttar: A Comedy of Terrors      | Uncle DK                                                 |  |
| 2009        | Raaz – The Mystery Continues          | Veer Pratap                                              |  |
| 2009        | Ek: The Power of One                  | CBI Krish Prasad Savte                                   |  |
| 2009        | Kirkit                                | Ritchie Rich                                             |  |
| 2009        | Anubhav                               | Ibrahim Vakil                                            |  |
| 2009        | Kisaan                                | Dayal Singh                                              |  |
| 2009        | Rita                                  | Salvi                                                    |  |
| 2009        | Veer                                  | Rey de Madhavgarh, padre de Yashodhara                   |  |
| 2009        | Teen Patti                            |                                                          |  |
| 2009        | Malik Ek                              | Sai Baba                                                 |  |
| 2010        | Ek Second... Jo Zindagi Badal De?     | Mr. Vikram Sehgal                                        |  |
| 2010        | Mussa - The Most Wanted               | Jai Kishan Shroff (él mismo)                             |  |
| 2010        | Pattam nilayile theevandi             |                                                          |  |
| 2010        | Hum Do Anjaane                        |                                                          |  |
| 2010        | Bhoot and Friends                     | Bhoot                                                    |  |
| 2011        | Satrangee Parachute                   | Oficial de policía                                       |  |
| 2011        | Mummy Punjabi                         | Kanwal Sandhu                                            |  |
| 2011        | Shakti                                | Jackie Varma                                             |  |
| 2011        | Aaranya Kaandam                       | Singaperumal                                             |  |
| 2011        | Bhindi Baazaar Inc.                   | Policía corrupto                                         |  |
| 2011        | Platform No. 1                        | Mahendran                                                |  |
| 2011        | Panjaa                                | Bhagavan                                                 |  |
| 2012        | Life is Good                          | Rameshwar                                                |  |
| 2012        | Anna Bond                             | Charlie                                                  |  |
| 2012        | Married 2 America                     | Pratap Singh                                             |  |
| 2012        | Hridayanath                           | Sadashiv Sawant                                          |  |
| 2012        | Daal Mein Kuch Kaala Hai              |                                                          |  |
| 2012        | Janmantar                             |                                                          |  |
| 2013        | Lucky Di Unlucky Story                | Jackie Dada                                              |  |
| 2013        | Shootout at Wadala                    |                                                          |  |
| 2013        | Aurangzeb                             | Yashvardhan                                              |  |
| 2013        | Daha Balunga                          | Don                                                      |  |
| 2013        | Dhoom 3                               | Iqbal a.k.a. Sahir and Samar's Father/Baba               |  |
| 2013        | Mahabharat 3D Film                    | Duryodhan                                                |  |
| 2014        | Kochadaiyaan                          | Raja Mahendran                                           |  |
| 2014        | Gang of Ghosts                        | Don                                                      |  |
| 2014        | Happy New Year                        | Charan Grover                                            |  |
| 2015        | Dirty Politics                        | TBA                                                      |  |
| 2015        | Brothers                              | Garson Fernandes                                         |  |
| 2015        | Chehere                               |                                                          |  |
| 2015        | Dilliwali Zaalim Girlfriend           | Minochi                                                  |  |
| 2015        | Jazbaa                                | Home Minister Mahesh Maklai                              |  |
| 2015        | Freaky Ali                            | Bade Bhai                                                |  |
| 2015        | Shegavicha Yogi Gajanan               |                                                          |  |
| 2016        | Housefull 3                           | Urja Nagre                                               |  |
| 2016        | ATM                                   |                                                          |  |
| 2016        | Chalk n Duster                        |                                                          |  |
| 2016        | Naval enna jewel                      |                                                          |  |
| 2017        | Mupparimanam                          | Él mismo                                                 |  |
| 2017        | Mayavan                               |                                                          |  |
| 2017        | Soul Curry                            | Musician                                                 |  |
| 2017        | Sardar Saab                           | Sardar Saab                                              |  |
| 2017        | Sarkar 3                              | Michael Vallya                                           |  |
| 2017        | 2018                                  | Phamous                                                  |  |
| 2017        | 2018                                  | Jole Jongole                                             |  |
| Life's Good | 2018                                  |                                                          |  |